# 渡辺忻三
渡辺 忻三（わたなべ きんぞう、天保11年11月13日（1840年12月6日） - 大正2年（1913年）12月3日）は、幕末の武士・幕臣、明治の海軍技官である。最終階級は海軍機関少将。諱は義訓。位階・勲等は正四位・勲五等双光旭日章

## 略歴
浦賀奉行所与力朝夷家の次男・金三として生まれ、渡辺家の養子となった。戊辰戦争では軍艦役として回天丸に乗艦した。
維新後、明治5年（1872年）の横須賀造船所技術吏の中に主船中師(工部省主船寮九等出仕)、機械及修理船掛兼火夫支配として渡辺の名がある。横須賀造船所には箱館政権の長鯨丸副艦長喰代和三郎、開陽丸船匠長上田寅吉や、浦賀奉行所出身の幕府海軍士官であった浜口興右衛門、岩田平作、岡田井蔵も在勤していた。
明治7年（1874年）に海軍兵学寮分校少教授、明治11年（1878年）に海軍兵学校附属機関学校校長心得となり機関学校の立ち上げと、機関士官の養成に尽力した。明治13年（1880年）海軍大匠司、明治19年（1886年）海軍一等技師、横須賀造船所機械科長兼督売部理事官を経て、海軍大技監、横須賀鎮守府造船部次長兼機械科長となる。明治22年（1889年）に休職、明治24年（1891年）に海軍機技総監（その後、明治29年（1896年）に海軍機関総監、明治39年に（1906年）海軍機関少将と改称）に進級、予備役となった。明治38年（1905年）11月1日に退役。退官後は浦賀船渠の取締役となった。

## 家族
- 実父・朝夷権十郎 ‐ 浦賀奉行所与力
- 養父・渡邊宗輔(1839年生) ‐ 幕臣。渡邊家は徳川家旗本・能勢家の家臣[2]
- 長女・渡邊俶江（1867年生） ‐ 渡邊嘉一(旧姓・宇治橋)の妻。嘉一は土木技術者で東京石川島造船所（現・IHI）社長などを歴任。嘉一の妾腹の子は指揮者朝比奈隆。
- 二女・小林やの(1876年生) ‐ 宮城・小林忠吾の妻
- 三女・肥田くに（1884年生） ‐ 眼科医・肥田籌一郎（肥田浜五郎長男）の妻（離婚）。[3]。
- 四女・朝夷きみ(1891年生) ‐ 東京・朝夷糺の妻
- 三男・古川五八(1896年生) ‐ 鉄道官。鉄道院副総裁・古川阪次郎の養子

## 栄典
- 1885年（明治18年）10月15日 - 勲五等双光旭日章[4]